# ホーメル
ホーメル・フーズ・コーポレーション（英語：Hormel Foods Corporation）は、ミネソタ州オースティンに本社のある、アメリカ合衆国の食品加工会社である。現在は80か国以上で事業を展開している。数多くのブランドを持っており、日本でも有名なランチョンミートの缶詰「スパム」もその一つである。

## 歴史
1891年に、創業者ジョージ・A・ホーメルの名前を冠し、ミネソタ州オースティンで設立された（社名はGeorge A. Hormel & Company）。創業当初は豚肉の販売を行っていたが、次第に扱う食品の種類を拡大していった。世界で最初にハムの缶詰を作ったといわれている。1934年に、米シカゴ証券取引所、ニューヨーク・カーブ・エクスチェンジ（現在のNYSEアメリカン証券取引所）に上場した。
1937年7月5日、「SPAM」ブランドを発売、初年度のマーケットシェアは18%であった。
1976年には年間10億ドルの売上高を達成した。拡大の過程では、自ら製品開発を行うだけでなく、事業買収や合弁事業も積極的に行っている（ターキーの加工を手掛ける「Jenni-O」の買収（1986年）など）。1990年にはニューヨーク証券取引所に上場し、上場企業としての発足以来、7回目の2対1の株式分割を発表。1993年に、自社が業界で占めるに至った地位をより適切に反映するため、ホーメル・フーズ（Hormel Foods Corporation）へ社名を変更した。

## 歴代経営者
130年の歴史で、トップは2021年11月現在、10人目である。
| ジョージ・A・ホーメル（George Albert Hormel）          | 1891 – 1926年 |
| ジェイ・C・ホーメル（Jay Catherwood Hormel）           | 1926 – 1954年 |
| H・H・コーリー（H. H. "Tim" Corey）                    | 1954 – 1965年 |
| R・F・グレー（R. F. "Bob" Gray）                       | 1965 – 1968年 |
| M・B・トンプソン（M. B. "Tommy" Thompson）             | 1968 – 1972年 |
| I.J.・ホルトン（I. J. "Jim" Holton）                   | 1972 – 1981年 |
| リチャード・ノウルトン（Richard Lyle "Dick" Knowlton） | 1981 – 1993年 |
| ジョエル・ジョンソン（Joel W. Johnson）                | 1993 – 2006年 |
| ジェフ・エッティンガー（Jeffrey M. Ettinger）          | 2006 – 2016年 |
| ジェームズ・スニー（James P. Snee）                    | 2016 –        |